# هنري تي إلرود
هنري تي إلرود (بالإنجليزية: Henry T. Elrod)‏ هو ضابط أمريكي، ولد في 27 سبتمبر 1905 في جورجيا في الولايات المتحدة، وتوفي في 23 ديسمبر 1941 في جزيرة ويك في الولايات المتحدة.